# Olesicampe tecta
Olesicampe tecta là một loài tò vò trong họ Ichneumonidae.